# Grants, Novi Meksiko
Grants je gradić u okrugu Ciboli u američkoj saveznoj državi Novom Meksiku. Prema popisu 2010. u Grantsu je živjelo 9182 stanovnika. Sjedište je okruga Cibole. Nalazi se na slikovitoj sporednoj cesti Stazi predaka, jednoj od slikovitih sporednih cesta u Novom Meksiku.

## Povijest
Grants je prvo bio željeznički kamp 1880-ih godina. Osnovan je kad su trojica braće Kanađana Angus A. Grant, John R. Grant i Lewis A. Grant dobili ugovor za izgradnju dio željezničke pruge Atlantik - Pacifik kroz ovaj kraj. Kamp braće Grant zvao se Grants Camp, pa Grants Station i na kraju Grants. Novi je grad okružio postojeće kolonijalno novomeksičko naselje Los Alamitos i širio se duž pruge Atlantik - Pacifik.
Gradić je napredovao kao posljedica željezničarskog gospodarenja trupcima u obližnjem gorju Zuniju. Služio je kao sekcijska točka prug Atlantik - Pacifik, koja je poslije postala željeznička pruga Atchison, Topeka i Santa Fe. Kratkodionička željeznička pruga Gorje Zuni imala je rotondu u Grantsu, blizu današnjeg izlaza br. 81 s međudržavne ceste br. 40., a udomljeni radnici imali su malu zajednicu imena Breecetown. Trupci sa Zunija odvažani su u Albuquerque gdje je velika pilana prerađivala trupce u drvne proizvode koji su prodavani po zapadu.
1930-ih godina gospodarenje trupcima više nije donosilo profite kao nekad. Grants je našao novo vrelo dobiti po kojemu je dobio naslov "mrkvarskog glavnog grada" u SAD. Ratarstvo je pomoglo umjetno jezero Bluewater (Bluewater Lake), a vulkanska tla ovog kraja omogućila su idealne uvjete za ratarstvo. Grants je profitirao zbog svog položaja, jer je orijentir zračnom prometu a autocesta 66 je dovela putnike i turiste te pomogla razvitku poslovnih djelatnosti koje su ih posluživale. Danas je orijentir i zgrada postaje letnog servisa u zračnoj luci (KGNT) sačuvana kao muzej.
Najveći polet u gradskoj povijesti zbio se kad je pastir iz naroda Navajoa Paddy Martinez, otkrio uranijevu rudu blizu Haystack Mese, što je bacilo iskru koja je izazvala veliki gospodarski polet baziran na rudarstvu koji je trajao sve do 1980-ih. (vidi Vađanje uranija u Novom Meksiku). Pad rudarstva odvukao je grad u gospodarsku depresiju. Grad je doživio oporavak zahvaljujući turizmu i slikovitoj ljepoti ovog kraja. Nedavna zanimanja za atomsku energiju oživila su mogućnost novog vađenja uranija, jer energetske kompanije još uvijek posjeduju valjane rudarske koncesije za rudaranje u ovom kraju.

## Zemljopis
Nalazi se na 35°9′19″N 107°50′32″W / 35.15528°N 107.84222°W (35.155269, -107.842099). Prema Uredu SAD-a za popis stanovništva, zauzima 38,5 km2 površine, sve suhozemne.
Sjeverno od gradića je Razvodnica američkog kontinenta i gorje Zuni.  Grants je na sjevernom kraju velikog i geološki mladog polja lave (najmlađi izljev star je samo 3000 godina) znanog kao El Malpais ("loše zemlje"), dio koji je zaštićen u nacionalnom spomeniku El Malpaisu.
Cijeli je ovaj kraj prevladavajuće pustinjski, kojim dominiraju pješčenjaci i izljevi lave.

## Stanovništvo
Prema podatcima popisa 2000. u Grantsu je bilo 8806 stanovnika, 3202 kućanstva i 2321 obitelj, a stanovništvo po rasi bili su 56,18% bijelci, 1,62% afroamerikanci, 11,97% Indijanci, 0,92% Azijci, 0,12% tihooceanski otočani, 24,80% ostalih rasa te 4,38% dviju ili više rasa. Hispanoamerikanaca i Latinoamerikanaca svih rasa bilo je 52,36%.

## Vanjske poveznice
- Službene stranice  Arhivirana inačica izvorne stranice od 27. prosinca 2014. (Wayback Machine)
- Državno sveučilište Novog Meksika - Grants
- Cibola Beacon
- Grants, NM - Uranium City USA
- Grants, vodič s Wikivoyagea